# St. Marien (Voigtstedt)

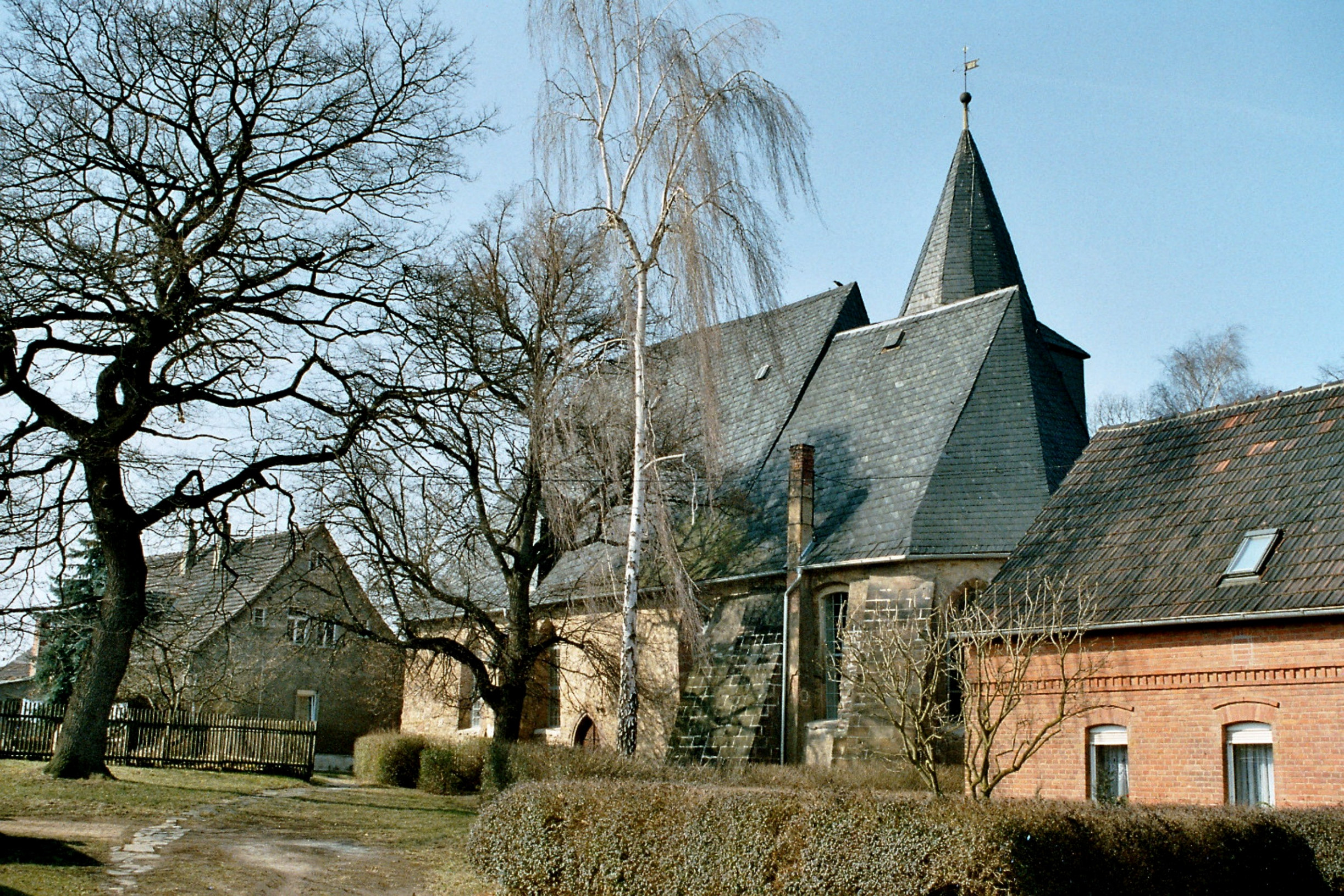
St. Marien

Die denkmalgeschützte evangelisch-lutherische Kirche St. Marien steht in Voigtstedt, einem Ortsteil der Stadt und Landgemeinde Artern im Kyffhäuserkreis von Thüringen. Die Kirchengemeinde RG Artern-Heldrungen gehört zum Pfarrbereich Artern-Heldrungen II (Artern) im Kirchenkreis Eisleben-Sömmerda der Evangelischen Kirche in Mitteldeutschland.

## Beschreibung
Die spätgotische Saalkirche hat einen dreiseitig geschlossenen Chor und aus romanischer Zeit einen Kirchturm, einen ehemaligen Wehrturm, an der Nordseite. Der Turm hat ein schiefergedecktes Geschoss für die Glockenstube, der auch die Turmuhr beherbergt. Bedeckt ist der Turm mit einem achtseitigen Helm. Im Souterrain des Turms befindet sich die Gruft der Reichsfreiherren von Meusebach von 1669. Die Fenster haben Spitzbögen ohne Maßwerk. Die Kirche war einst verputzt, die Ecksteine sind steinsichtig. Die Maßwerkfenster im Chorpolygon sind z. T. noch im Original erhalten. Das mit einem schiefergedeckten Satteldach bedeckte Kirchenschiff, das im Süden mit dem Chor in einer Flucht liegt, ragt im Norden über den Chor hinaus. Die Fenster und Portale im Kirchenschiff wurden 1620–1623 erneuert. 
Der Innenraum hat dreiseitige zweigeschossige Emporen und ist mit einem hölzernen Tonnengewölbe überspannt. Der hölzerne Kanzelaltar von 1705 ist mit Stuck überzogen. Der Kanzelkorb wird flankiert mit korinthischen Säulen und trägt ein Gemälde der Königin von Saba vor Salomo. Ein kleiner barocker Prospekt beherbergt die Orgel. Sie hat 10 Register, verteilt auf 2 Manuale und Pedal, und wurde um 1830 von einem unbekannten Orgelbauer gebaut und 1885 von Ottmar Börner restauriert. Aus dem frühen 17. Jahrhundert stammt ein Epitaph mit einem Kruzifix.